# فاروق عجرمة
فاروق عجرمة (ويُعرف في الولايات المتحدة الأمريكية باسم فرانك عجرمة) (ولد في العريش في 1 يناير 1930) هو مخرج ومنتج وكاتب وممثل مصري أمريكي. هو مؤسس شركة هارموني غولد يو إس إيه (بالإنجليزية: Harmony Gold USA, Inc)‏ ورئيسها التنفيذي السابق قبل أن تتولى ابنته جيهان عجرمة منصب الرئيس التنفيذي للشركة.

## حياته
حصل عجرمة على بكالوريوس الطب والجراحة من كلية طب جامعة عين شمس سنة 1954، ثم عمل طبيبًا بالجيش المصري قبل أن يبدأ في الستينيات في دراسة السينما بالولايات المتحدة الأمريكية. عمل عجرمة بالتمثيل والإخراج السينمائي في كل من مصر ولبنان، ثم استقر به المقام في الولايات المتحدة الأمريكية، حيث اتخذ لنفسه اسم «فرانك» بدلًا من فاروق.

## أعماله السينمائية في مصر ولبنان

### تمثيل

أفيش فيلم حب في حب، الذي أنتجه وقام ببطولته فاروق عجرمة

- وعد (1954)
- صوت من الماضي (1956)
- الحب الصامت (1958)
- مجرم في إجازة (1958)
- أيامي السعيدة (1958)
- ماليش غيرك (1958)
- مع الأيام (1958)
- حب في حب (1960)
- غرام في السيرك (1960)

### تأليف
- القاهرون (1966): سيناريو وحوار
- وداعا يا فقر (1966): قصة وسيناريو وحوار
- العنب المر (1965): قصة وسيناريو
- فندق الأحلام (سوريا، 1968): سيناريو
- وادي الموت (لبنان، 1968): حوار

### إخراج
- العنب المر (1965)
- وداعًا يا فقر (1966)
- القاهرون (1966)
- عصابة المهربين (1967)
- طريق الخطايا (1969)
- وادي الموت (1968)
- نار الحب (1968)
- عصابة النساء (لبنان، 1969)

## أعماله السينمائية في الولايات المتحدة

### تمثيل
- السيرك (1949) (بالإنجليزية: The Circus)‏
- كهرمان (1950) (بالإنجليزية: Kahraman)‏

### تأليف
- Eroe Di Sabia (1970) كاتب ومخرج
- صديق العراب (بالإنجليزية: The Godfather's Friend)‏ (1972) - كاتب ومخرج
- تقانة الروبوتات: سجلات الظل (بالإنجليزية: Robotech: The Shadow Chronicles)‏ (2006) - كاتب سيناريو

### إخراج
- بطل الرمال (بالإيطالية: Eroe Di Sabia)‏ (1970) - كاتب ومخرج
- صديق العراب (بالإنجليزية: The Godfather's Friend)‏ (1972) - كاتب ومخرج
- كوين كونغ (بالإنجليزية: Queen Kong)‏ (1976)
- فجر المومياء (بالإنجليزية: Dawn of the Mummy)‏ (1981)

## روابط خارجية
- فاروق عجرمة على موقع IMDb (الإنجليزية)
- فاروق عجرمة على موقع ألو سيني (الفرنسية)
- فاروق عجرمة على موقع أول موفي (الإنجليزية)
- فاروق عجرمة على موقع قاعدة بيانات الفيلم (الإنجليزية)
- فاروق عجرمة على موقع كينوبويسك (الروسية)
- فاروق عجرمة على موقع ANN person (الإنجليزية)